# Jimmy Dunne (calciatore 1997)
James Gerard Dunne, detto Jimmy (Drogheda, 19 ottobre 1997), è un calciatore irlandese, difensore del QPR.

## Caratteristiche tecniche
È un difensore centrale.

## Carriera

### Club
Ha giocato nella prima divisione inglese ed in quella scozzese, oltre che nella seconda divisione inglese.

### Nazionale
Il 16 ottobre 2018 ha esordito con la nazionale Under-21 irlandese disputando il match di qualificazione per gli Europei del 2019 perso 2-0 contro la Germania.
Il 23 marzo 2025 ha esordito in nazionale maggiore nel successo per 2-1 contro la Bulgaria.

## Statistiche

### Presenze e reti nei club
Statistiche aggiornate all'8 marzo 2025.
| Stagione        | Squadra            | Campionato      | Campionato | Campionato | Coppe nazionali | Coppe nazionali | Coppe nazionali | Coppe continentali | Coppe continentali | Coppe continentali | Altre coppe | Altre coppe | Altre coppe | Totale | Totale | Totale |
| Stagione        | Squadra            | Comp            | Pres       | Reti       | Comp            | Pres            | Reti            | Comp               | Pres               | Reti               | Comp        | Pres        | Reti        | Pres   | Reti   |        |
| --------------- | ------------------ | --------------- | ---------- | ---------- | --------------- | --------------- | --------------- | ------------------ | ------------------ | ------------------ | ----------- | ----------- | ----------- | ------ | ------ | ------ |
| 2017-gen. 2018  | Barrow             | NL              | 21         | 2          | FACup           | -               | -               | -                  | -                  | -                  | -           | -           | -           | 21     | 2      |        |
| gen.-giu. 2018  | Accrington Stanley | FL2             | 20         | 0          | FACup           | -               | -               | -                  | -                  | -                  | -           | -           | -           | 20     | 0      |        |
| 2018-gen. 2019  | Hearts             | SP              | 12         | 2          | SC+SLC          | 0+2             | 0               | -                  | -                  | -                  | -           | -           | -           | 14     | 2      |        |
| gen.-giu. 2019  | Sunderland         | FL1             | 12+1       | 1          | FACup           | -               | -               | -                  | -                  | -                  | FLT         | 1           | 0           | 14     | 1      |        |
| 2019-gen. 2020  | Fleetwood Town     | FL1             | 9          | 1          | FACup           | 0               | 0               | -                  | -                  | -                  | FLT         | 2           | 0           | 11     | 1      |        |
| gen.-giu. 2020  | Burnley            | PL              | 0          | 0          | FACup+CdL       | 0               | 0               | -                  | -                  | -                  | -           | -           | -           | 0      | 0      |        |
| 2020-2021       | Burnley            | PL              | 3          | 1          | FACup+CdL       | 2+2             | 0               | -                  | -                  | -                  | -           | -           | -           | 7      | 1      |        |
| Totale Burnley  | Totale Burnley     | Totale Burnley  | 3          | 1          |                 | 4               | 0               |                    | -                  | -                  |             | -           | -           | 7      | 1      |        |
| 2021-2022       | QPR                | FLC             | 38         | 3          | FACup+CdL       | 2+3             | 0               | -                  | -                  | -                  | -           | -           | -           | 43     | 3      |        |
| 2022-2023       | QPR                | FLC             | 40         | 2          | FACup+CdL       | 1+1             | 0               | -                  | -                  | -                  | -           | -           | -           | 42     | 2      |        |
| 2023-2024       | QPR                | FLC             | 29         | 1          | FACup+CdL       | 1+0             | 0               | -                  | -                  | -                  | -           | -           | -           | 30     | 1      |        |
| 2024-2025       | QPR                | FLC             | 35         | 5          | FACup+CdL       | 0+3             | 0               | -                  | -                  | -                  | -           | -           | -           | 38     | 5      |        |
| Totale QPR      | Totale QPR         | Totale QPR      | 142        | 11         |                 | 11              | 0               |                    | -                  | -                  |             | -           | -           | 153    | 11     |        |
| Totale carriera | Totale carriera    | Totale carriera | 220        | 18         |                 | 17              | 0               |                    | -                  | -                  |             | 3           | 0           | 240    | 18     |        |

### Cronologia presenze e reti in nazionale
| Cronologia completa delle presenze e delle reti in nazionale ― Irlanda | Cronologia completa delle presenze e delle reti in nazionale ― Irlanda | Cronologia completa delle presenze e delle reti in nazionale ― Irlanda | Cronologia completa delle presenze e delle reti in nazionale ― Irlanda | Cronologia completa delle presenze e delle reti in nazionale ― Irlanda | Cronologia completa delle presenze e delle reti in nazionale ― Irlanda | Cronologia completa delle presenze e delle reti in nazionale ― Irlanda | Cronologia completa delle presenze e delle reti in nazionale ― Irlanda |
| Data                                                                   | Città                                                                  | In casa                                                                | Risultato                                                              | Ospiti                                                                 | Competizione                                                           | Reti                                                                   | Note                                                                   |
| ---------------------------------------------------------------------- | ---------------------------------------------------------------------- | ---------------------------------------------------------------------- | ---------------------------------------------------------------------- | ---------------------------------------------------------------------- | ---------------------------------------------------------------------- | ---------------------------------------------------------------------- | ---------------------------------------------------------------------- |
| 23-3-2025                                                              | Dublino                                                                | Irlanda                                                                | 2 – 1                                                                  | Bulgaria                                                               | UEFA Nations League 2024-2025 - Play-off                               | -                                                                      | 74’                                                                    |
| Totale                                                                 |                                                                        | Presenze                                                               | 1                                                                      |                                                                        | Reti                                                                   | 0                                                                      |                                                                        |